# Royal Liver Building
Il Royal Liver Building  (pron. ˈlaɪvər) è un grattacielo di Liverpool, in Inghilterra, costruito tra il 1908 e il 1911 su progetto dell'architetto Walter Aubrey Thomas per conto della società di assicurazioni Royal Liver Friendly Society (o Royal Liver Assurance). 
Classificato come edificio di primo grado , è il secondo più alto della città dopo il St. John's Beacon (che gli tolse il primato nel 1965), nonché il 46° edificio per altezza di tutto il Regno Unito ed è stato il più alto d'Europa dal 1911 al 1932, quando il Boerentoren di Anversa lo superò per soli 6 metri.

## Ubicazione
L'edificio si trova nella zona del porto, che in passato è stata annoverata dall'UNESCO nel Patrimonio dell'umanità, titolo revocato nel 2021.

## Caratteristiche
L'edificio ha un'altezza di circa 98 metri ed è costituito da 13 piani. Presenta una struttura architettonica unica in tutta l'Inghilterra, ovvero una mescolanza di stili che vanno dal barocco all'Art Nouveau e che ricorda quella dei primi edifici degli Stati Uniti.
La facciata principale, realizzata in granito di Norvegia, è a nove campate, mentre la facciata retrostante è a tredici campate.
L'edificio è abbellito da alcune torrette e presenta due torri dell'orologio. Su queste ultime campeggiano due sculture raffiguranti il Liver bird, l'uccello simbolo della città (leggenda vuole che se i due uccelli volassero via, la città non esisterebbe più): le due sculture, realizzate in rame, sono alte 18 piedi, hanno un'apertura alare di 12 piedi e sono state innalzate in modo tale da non guardarsi .

## Storia
L'edificio fu voluto dalla Royal Liver Assurance o Royal Liver Friendly Society, un'agenzia di assicurazioni fondata nel 1850, che si occupava dei risarcimenti alle famiglie di operai deceduti sul posto di lavoro.
Il progetto della costruzione fu affidato all'architetto Walter Aubrey Thomas, mentre i lavori di costruzione furono affidati alla ditta L.G. Mouchel & Partners.
La costruzione iniziò il 18 maggio 1908  e terminò, tre anni dopo, l'11 luglio 1911.
L'edificio venne costruito in cemento armato, una tecnica innovativa per l'epoca. La realizzazione dell'edificio costò 621.000 sterline.
La torre fu inaugurata nel 1911 e i suoi orologi, detti orologi di George, furono avviati nello stesso istante in cui Re Giorgio V veniva incoronato a Londra.
Nel 1953 sono stati installati dei memoriali per le vittime delle due guerre mondiali.